# Disosmia
La disosmia è l'alterazione delle percezioni dell'olfatto di tutti gli odori. L'origine di questa patologia può essere fatta risalire a lesioni centrali encefaliche o periferiche a carico del neuroepitelio.
La disosmia può essere meglio definita come il risultato della disfunzione dell'organo olfattivo comunque verificatasi.